# Елкана
Елкана (Элкана) (ивр. אלקנה‎ Элькана́) — левит, отец пророка и судьи Самуила.
Елкана жил в нагорной стране колена Ефремова, в городе Раме (или Армафеме, или Рамафаиме); как человек благочестивый, каждый год ходил для поклонения и принесения жертвы Богу в Силом.
У Елканы было две жены, Анна (Ханна) и Феннана. У последней были дети, а Анна долго была бесплодной и молилась Богу о даровании ей сына. Когда у неё родился сын Самуил, он был отдан в храм на служение Богу при первосвященнике Илии.